# Émile Saudemont
Pour les articles homonymes, voir Saudemont (homonymie).
Émile Saudemont, né le 14 octobre 1898 à Denain et mort en 1967, est un peintre français.

## Biographie
Émile Saudemont est né le 14 octobre 1898 à Denain.
Il étudie à l'École des beaux-arts de Valenciennes sous Louis Billotey et Lucien Jonas et entre à l'École des Beaux-Arts de Paris en 1914. Il expose régulièrement au Salon des Artistes Français de Paris à partir de 1946. Il peint les lieux connus parisiens et décore la mairie de Suresnes.
Il a participé, parmi d'autres, à l'illustration de l'ouvrage d'André Jurénil, Denain et l'Ostrevant avant 1712.
Plusieurs de ses œuvres sont conservées au musée d'archéologie et d'histoire locale de Denain.
Il est mort en 1967.

## Œuvres
- Place de Clichy, huile sur toile[2]
- L'hiver, huile sur toile, Denain, musée d'archéologie et d'histoire locale
- L'enclos de Lampaul-Ploudalmézeau, huile sur toile, 1944-45[3]